# Maltby Lake
Maltby Lake är en sjö i Kanada.   Den ligger i provinsen British Columbia, i den södra delen av landet, 3 600 km väster om huvudstaden Ottawa. Maltby Lake ligger 64 meter över havet.
I omgivningarna runt Maltby Lake växer i huvudsak barrskog. Runt Maltby Lake är det mycket tätbefolkat, med 1 313 invånare per kvadratkilometer.